# Província de Khàskovo
La província de Khàskovo (en búlgar: Област Хасково), oficialment transcrit Haskovo, és una província al sud de Bulgària, fronterera amb Grècia i Turquia al sud-est. El seu territori és de 5,543 km² i la població de 279.067. Comprèn parts de vall de Tràcia al llarg del riu Maritsa (Evros, Meriç). La capital és Khàskovo, i altres ciutats importants són:
- Dimitrovgrad
- Kharmanli
- Liubimets
- Svilengrad
- Ivailovgrad
- Madzharovo
- Meritxleri
- Simeonovgrad
- Topolovgrad